# Erich Pohl (Fußballspieler)
Erich Pohl (* 15. Januar 1894 in Rastatt; † 8. November 1948 in Köln) war ein deutscher Fußballspieler, der auch als Nationalspieler 1923 zweimal zum Einsatz gekommen war.

## Karriere

### Vereine
In Südbaden beim FC Rastatt 04 erlernte der Schüler Erich Pohl ab 1904 das Fußballspielen. Nach dem Ende des Ersten Weltkriegs verschlug es ihn beruflich nach Köln. Dort schloss sich der spätere Justizinspektor in Köln-Nippes dem Kölner SC 1899 an. Mit den Rot-Weißen vom Stadion Weidenpescher Park spielte er zuerst in der Kreisliga Rheinischer Südkreis, danach in der Rheingauliga sowie ab 1925/26 in der 1. Rheinbezirksklasse Gruppe Süd. Zu Meisterschaftserfolgen reichte es aber nicht.

### Auswahl-/Nationalmannschaft
Mit der Auswahlmannschaft des Westdeutschen Spiel-Verbandes hatte der meist als Außenläufer eingesetzte Pohl mehrere Erfolge vorzuweisen. Er gehörte am 20. Juni 1920 in Hannover dem Finalteam an, das sich mit 1:0 nach Verlängerung gegen die Auswahlmannschaft des Verbandes Mitteldeutscher Ballspiel-Vereine durch ein Tor von Georg Stollenwerk sen. den Bundespokal sicherte. Er bildete dabei mit Karl Flink und Josef Schümmelfelder die Läuferreihe. Er stand 1921 (0:4-Niederlage gegen die Auswahlmannschaft des Verbandes Mitteldeutscher Ballspiel-Vereine), 1922 (1:4-Niederlage im Kampfspielpokal) und 1923 (1:2-Niederlage jeweils gegen die Auswahlmannschaft des Süddeutschen Fußball-Verbandes) noch in drei Endspielen mit seiner Auswahlmannschaft. Insgesamt wird Erich Pohl mit zehn Einsätzen im Bundes- und Kampfspielpokal geführt.
Im Jahr 1923 wurde er zweimal in die deutsche A-Nationalmannschaft berufen und debütierte am 10. Mai in Hamburg beim torlosen Unentschieden gegen die niederländische Nationalmannschaft als rechter Seitenläufer. Vereinsmitspieler Karl Zörner hütete dabei das Tor und die DFB-Auswahl war mit acht Debütanten angetreten, davon zwei Spieler des Kölner SC 1899, die die Saison 1922/23 in der Rheingauliga Gruppe Süd als Viertplatzierter beendet hatten. Die 1:2-Niederlage der deutschen Mannschaft mit ihm, Walter Krause und Ernst Eikhof als Läuferreihe am 12. August in Dresden gegen die Nationalmannschaft Finnlands – es wurde unter anderem ein Elfmeter vergeben – sollte sein letztes Länderspiel sein.